# Cariens
Les Cariens sont un peuple du sud-ouest de l'Anatolie, signalé depuis le VIIe siècle av. J.-C. et peuplant la Carie. Selon Hérodote, rapportant une tradition indigène, ils devraient leur nom à un héros éponyme, Car.

## Histoire
Divisés en cités soumises à des dynastes, ils gardent un conseil commun. Marins et soldats mercenaires, ils laissent les Grecs fonder, sur leur côte, des villes, où ils se mêlent à eux. 
Vassaux de Crésus, puis des Perses (-546 à -333), les Cariens participent à la « révolte de l'Ionie » (-499 à -493). Une famille de dynastes cariens domine la colonie grecque d'Halicarnasse jusque vers -454, puis reprend de l'importance avec Hécatomnus, qui obtient du Roi achéménide la création d'une satrapie de Carie (vers -390), qui passera à ses descendants. 
Mausole (-377 à -353) continue la politique d'assujettissement des cités grecques voisines. À l'extinction de la dynastie (-326), la Carie est dépecée entre les rois hellénistiques et les Rhodiens.